# Dönitz-kormány

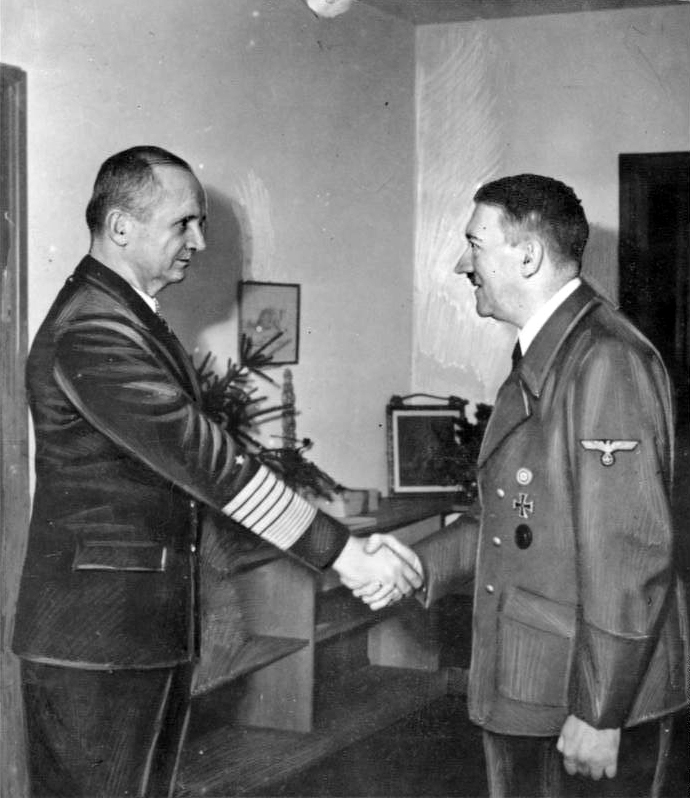
Dönitz és Hitler, 1945

(Regierung Dönitz) Dönitz-kormány, vagy más néven Flensburger Regierung (flensburgi kormány) illetve Flensburger Kabinett (flensburgi kabinet) az a kormány volt, melyet Karl Dönitz elnökölt és a kormányzati folytonosságot szolgálta a második világháború utolsó napjaiban, és amelyet Adolf Hitler még öngyilkossága előtt írásban kijelölt. A Német Birodalom ezen utolsó kormányának jogszerűsége vitatott.
Ez a kormány 1945. május 2-ától 23-áig létezett. Erre az időre esett a Wehrmacht feltétel nélküli kapitulációja. Lényeges teljesítménye alig volt ennek a kormánynak. Rendelkezett az NSDAP feloszlatásáról és felmentette hivatalából az az SS birodalmi vezetőjét, Himmlert. A kormány tagjait a szövetséges hatalmak katonái 1945. május 23-án letartóztatták. A négy győztes hatalom két héttel később a Berlini Nyilatkozattal formálisan is átvette a legfőbb kormányhatalmat Németországban és gyakorolta azt 1945-től 1949-ig.
Május 2-án követte ez a kormány az utolsó, visszalépő Hitler-kormányt, székhelye Plön és Eutin volt, majd május 3-ától Flensburg. Dönitz megbízta a kormány megalakításával Johann Ludwig Graf Schwerin von Krosigkot, aki megalakította a Schwerin von Krosigk-kormányt, más nevén a (Flensburger Kabinett, magyarul flensburgi kabinetet). Május 12-e után a kormány tagjai a mürwiki enklávé (a mürwiki tengerészeti támaszpont) területén, az angol megszállási zónában tartózkodtak.
Hitler politikai végrendelete azt a megbízást tartalmazta, hogy „a háborút minden lehetséges eszközzel tovább kell folytatni.” Ezzel szemben az ügyvezető kormány önmagát „nem politikusnak” határozta meg. A szövetségesek számára a katonai kapituláció 1945. május 7-i aláírása volt a lényegi funkciója ennek a kormánynak. Ezt Dönitz teljes körű meghatalmazásával írta alá generaloberst Jodl és Keitel tábornagy a Wehrmacht főparancsnoksága nevében, miután ugyanennek nevében tárgyaltak.

## A kormány tagjai
| Tisztség                                  | Miniszter                      | Hivatal kezdete   | Hivatal vége    | Párt  | Párt |
| ----------------------------------------- | ------------------------------ | ----------------- | --------------- | ----- | ---- |
| Reichspräsident                           | Karl Dönitz                    | 1945. április 30. | 1945. május 23. | NSDAP |      |
| Vezető miniszter és külügyminiszter       | Lutz Graf Schwerin von Krosigk | 1945. május 2.    | 1945. május 23. | NSDAP |      |
| Pénzügyminiszter                          | Lutz Graf Schwerin von Krosigk | 1932. június 1.   | 1945. május 23. | NSDAP |      |
| Közlekedési miniszter                     | Julius Heinrich Dorpmüller     | 1937. február 2.  | 1945. május 23. | NSDAP |      |
| Élelmiszerügyi és mezőgazdasági miniszter | Herbert Backe                  | 1942. május 23.   | 1945. május 23. | NSDAP |      |
| Termelési és fegyverkezési miniszter      | Albert Speer                   | 1945. május 5.    | 1945. május 23. | NSDAP |      |
| Belügyminiszter                           | Wilhelm Stuckart               | 1945. május 5.    | 1945. május 23. | NSDAP |      |
| Oktatási- és népművelési miniszter        | Wilhelm Stuckart               | 1945. május 5.    | 1945. május 23. | NSDAP |      |
| Igazságügy-miniszter                      | Herbert Klemm                  | 1945. május 5.    | 1945. május 23. | NSDAP |      |
| Postaügyi miniszter                       | Julius Heinrich Dorpmüller     | 1945. május 5.    | 1945. május 23. | NSDAP |      |

## Előzmények
Már 1945 áprilisának kezdetén intézkedett Heinrich Himmler a birodalmi kormány jövőbeli székhelyének kiválasztásáról és döntése a Holsteini Svájcra, mint relatív vidékies területre esett.
1945. április 20-án, Hitler 56. születésnapján, utóbbi úgy rendelkezett, hogy birodalmi kormánya Berlinből Schleswig-Holsteinba költözzék, amit az adott időpontban még a Wehrmacht tartott. Csupán Joseph Goebbels és Martin Bormann maradtak a kormány tagjai közül a Führernél, a birodalmi fővárosban.
Április 21-én érkezett meg a birodalmi kormány Eutinban. Karl Dönitz vezető admirálist 1945 áprilisában kinevezték a „Nordfestung (északi erőd)” parancsnokává. Az ő vezetése alatt elszállásolta magát a birodalmi kormány a „Pisztráng Objektum” barakk táborában, a Suhri tónál, Plön környékén.
Április 23-án volt a kormány első ülése Eutinban, a közigazgatás helyi hivatali épületében volt. Ettől az időponttól kezdődően az üléseket naponta Lutz von Krosigk, a legidősebb birodalmi miniszter elnökölte. Április 23-án Heinrich Himmler Lübeckben Folke Bernadotte svéd diplomatával próbált meg tárgyalni egy a Hitler elleni koalícióval megkötendő fegyverszünet ügyében, amit az elutasított.
1945. április 30-án 18:35-kor érkezett meg Hitler öngyilkosságának híre a kormányhoz. Himmler azonnal Plönbe utazott, hogy Dönitzt helyettesként szolgálja, amit Dönitz a másik jellemét ismerve elutasított. Május 2-án, a kormány az utolsó ülésén Eutinban hivatalosan lemondott. A minisztereknek szabad választása volt ezek után bujkálni, mivel a Führernek adott esküjük ekkorra okafogyottá lett.

## Az utolsó birodalmi elnök

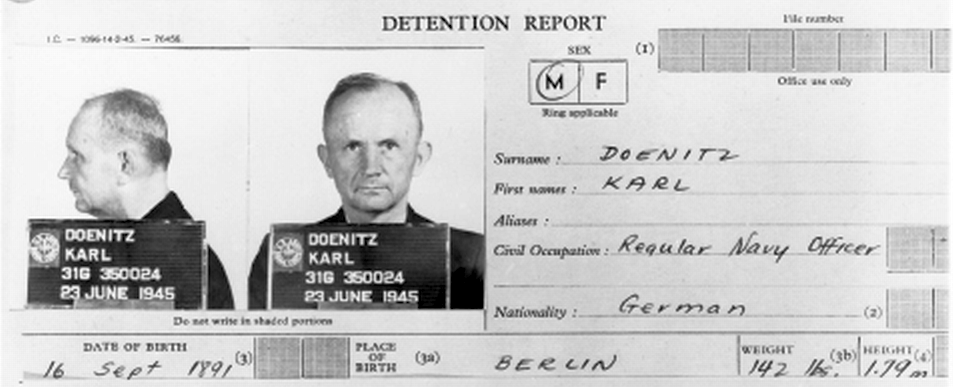
Karl Dönitz, (USA-)hadifogoly kártyája, kelt 1945. június 23-án

Mivel a „nemzet Führere”, Adolf Hitler végrendeletében őt nevezte ki, mint utódját birodalmi elnökként, ezért május 1-jén, miután a kinevezéséről értesült Dönitz rádióbeszédben foglalta el hivatalát. Hitler politikai végrendeletétől eltekintve azonban Dönitz elnöki legitimitását más helyek nem erősítették meg, így aztán a hiányzó megválasztása miatt az elnöki címe vitatottnak számított.
A Führer azzal bízta meg, hogy a bukást „heroikussá” tegye, de Dönitz ezt nem teljesítette. A lényegi jelentése ennek a megbízásnak a Wehrmacht feltétel nélküli kapitulációjának aláírásában állt. Ezután már Dönitz és az ügyvezető birodalmi kormány elszigetelt volt, mozgási tere a mürwiki enklávéra szűkült le, végül május 23-án ennek letartóztatás lett a vége.

## Az utolsó birodalmi kormány és a feltétel nélküli kapituláció

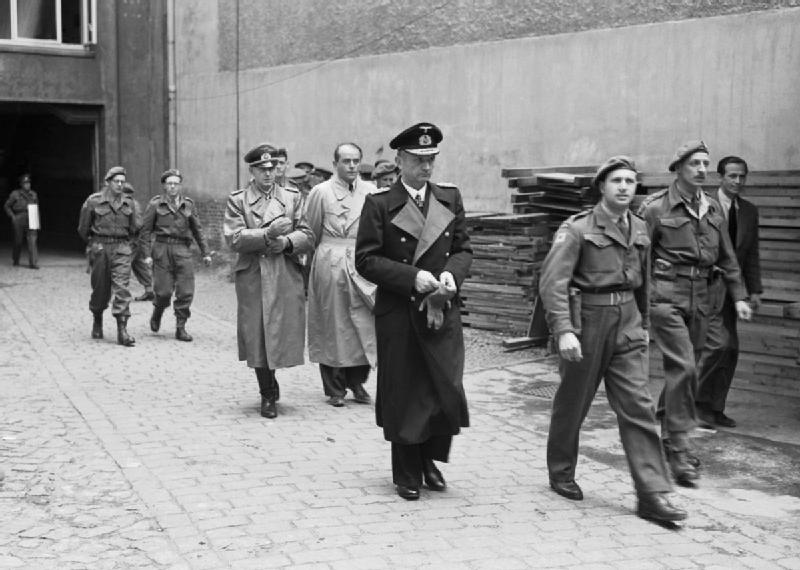
Az angolok letartóztatottjai: Dönitz (középen, az admirális egyenruhában), mögötte Jodl és Speer

A brit hadsereg átlépte az Elbát Lauenburgnál 1945. április 28-án és a Vörös Hadsereggel versengve Lübeck felé nyomult előre. Így a Dönitz vezette kormánynak közvetlenül a május 2-ai tanácskozása után tovább kellett költöznie Eutinból Flensburgba. Lübeck még aznap csaknem harc nélkül a britek kezére került. Heinrich Himmler és Albert Speer először Bad Bramstedtbe menekültek.
Május 3-án az „ügyvezető kormány“ beköltözött a Mürwik tengerészeti iskola épületébe Flensburgban. Eközben a Wehrmacht törzse Ernst Busch vezértábornagy vezetésével hadállását Hamburg-Bergedorfból Kollerupba az Angeln területére helyezte át, mint arra Dönitz egy nappal korábban utasította, hogy Hamburgot harc nélkül adja át az angoloknak. Himmler 150 kísérőjével ugyancsak a Flensburg melletti Hüholzba menekült. Az ügyvezető kormányt arra akarta rávenni, hogy jobb lenne Prágába költözni, amely még ugyancsak német kézen volt.
Május 3-án 8:00-kor Dönitz megbízásából egy tisztekből álló csoport - a delegáció vezetője Hans-Georg von Friedeburg vezértengernagy, Eberhard Kinzel tábornok, Gerhard Wagner ellentengernagy, Jochen Friedel őrnagy és Fritz Poleck törzskari ezredes – érkezett a Miles Dempsey tábornok vezette brit főparancsnokságra, a häcklingeni Möllering villába . A delegációt a Lüneburg melletti Timelobergbe vitték át.
A csoport feladata volt a brit Bernard Montgomery tábornaggyal német részleges kapitulációról tárgyalni, s ezáltal a britek a keletről jövő civil menekülőket beengedték volna a nyugati szövetségesek által megszállt területekre és a megadást teljesítő katonák számára lehetővé tették volna a nyugati hadifogságot. A német ajánlatot visszautasították, helyette a feltétel nélküli megadást követelték meg. Észak-Németország május 5-i 8:00-kor érvénybe lépő kapitulációja révén a főparancsnokság hadijelentése szerint „Hollandiában, Németország északnyugati részén az Ems-torkolattól a kieli fjordig , valamint Dániában és annak közelében lévő szigeteken fegyvernyugvás volt.“
Május 5-én ezek között a körülmények között tárgyalt a kormány Flensburgban. Lutz Schwerin von Krosigk, akit május 2-án Dönitz a kormányalakítással megbízott vezető birodalmi pénzügyi és külügyminiszterré, Albert Speer gazdasági miniszterré, Wilhelm Stuckart belügy- és kultuszminiszterré, Herbert Backe élelmezési- és mezőgazdasági miniszterré, Franz Seldte munkaügyi miniszterré és Julius Heinrich Dorpmüller közlekedési és postaügyi miniszterré lett kinevezve. Ehhez társultak százával különböző minisztériumi hivatalnokok. Himmler ugyanezen a napon találkozott az SS-béli társaival és a flensburgi rendőri hivatal rendőreivel, hogy kihirdesse a Gestapo megszűnését. Itt és Mürwikben nagy mennyiségű hamis személyi igazolványt osztottak szét.
Dönitz május 6-án felmenti hivatalából az NSDAP-Gauleitert Hinrich Lohset, mint schleswig-holsteini elnököt. 17:00-kor Heinrich Himmlert és Alfred Rosenberget is felmenti hivatalaikból, miután azok Flensburgban ismételten beleártották magukat az ügyvezető kormány munkájába. Eközben az amerikai hadsereg elfoglalta Flensburg Schäferhaus nevű repülőterét.
A Reichssender Flensburg (flensburgi birodalmi rádió) sugározta első alkalommal Lutz von Schwerin-Krosigk beszédét 1945. május 7-én 12:45-kor, melyben bejelentette, hogy német oldalról a második világháborút befejezettnek tekintik, miután Alfred Jodl Reimsben a szövetségesek főhadiszállásán aláírta a Wehrmacht valamennyi német parancsnokság alatti alakulatának feltétel nélküli kapitulációját.
A német csapatoknak ez a feltétlen kapitulálása 1945. május 8-án lépett életbe, amit Dönitz is megerősített a flensburgi rádióban tartott beszédével. Ezen a napon a Wehrmacht végérvényesen kivonult Dániából Schleswig-Holstein irányába.
Miután a 8-áról 9-ére virradó éjszakán Wilhelm Keitel röviddel éjfél után aláírta Berlin-Karlshorstban a kapitulációt, Klaus Kahlenberg 9-én 20:03-kor felolvasta az utolsó Wehrmacht tudósítást: „Éjfél óta most minden fronton hallgatnak a fegyverek.”

## Fordítás
Ez a szócikk részben vagy egészben  a   Regierung Dönitz című német Wikipédia-szócikk ezen változatának fordításán alapul.  Az eredeti cikk szerkesztőit annak laptörténete sorolja fel. Ez a jelzés csupán a megfogalmazás eredetét és a szerzői jogokat jelzi, nem szolgál a cikkben szereplő információk forrásmegjelöléseként.